# Burgheim
Burgheim er en købstad (markt) i landkreis Neuburg-Schrobenhausen i regierungsbezirk Oberbayern, i den tyske delstat Bayern.

## Geografi
Kommunen ligger i Planungsregion Ingolstadt.

### Inddeling
Kommunen har ud over Burgheim 11 landsbyer og bebyggelser:
| - Biding - Dezenacker - Eschling - Illdorf - Kunding | - Leidling - Längloh - Moos - Ortlfing - Straß - Wengen |

## Historie
Det romerske kastel Parrodunum lå i det nuværende Burgheim, som er nævnt første gang i skriftlige kilder i 1093. Omkring år 1100 byggede greverne Lechsgemünd en borg på Kirchenhügel. Den nuværende kommune blev dannet i 1818. I forbindelse med områdereformerne mellem 1972 og 1976 blev de tidligere selvstændige kommuner Ortlfing, Illdorf og Wengen indlemmet i kommunen, sammen med en del mindre bebyggelser.